# Rehoboth (bantoustan)
Pour les articles homonymes, voir Rehoboth.
1979–1989
Entités précédentes :
- Sud-Ouest africain

Entités suivantes :
- Namibie

Le Rehoboth ou Basterland était un bantoustan autonome situé dans le Sud de la Namibie (alors sud-ouest africain, géré par l'Afrique du Sud) entre 1979 et 1989. Il regroupait les Basters, populations métissées issues de descendants de liaisons matrimoniales entre femmes africaines et colons néerlandais de la colonie du Cap. Ses langues officielles étaient l'afrikaans et l'anglais.

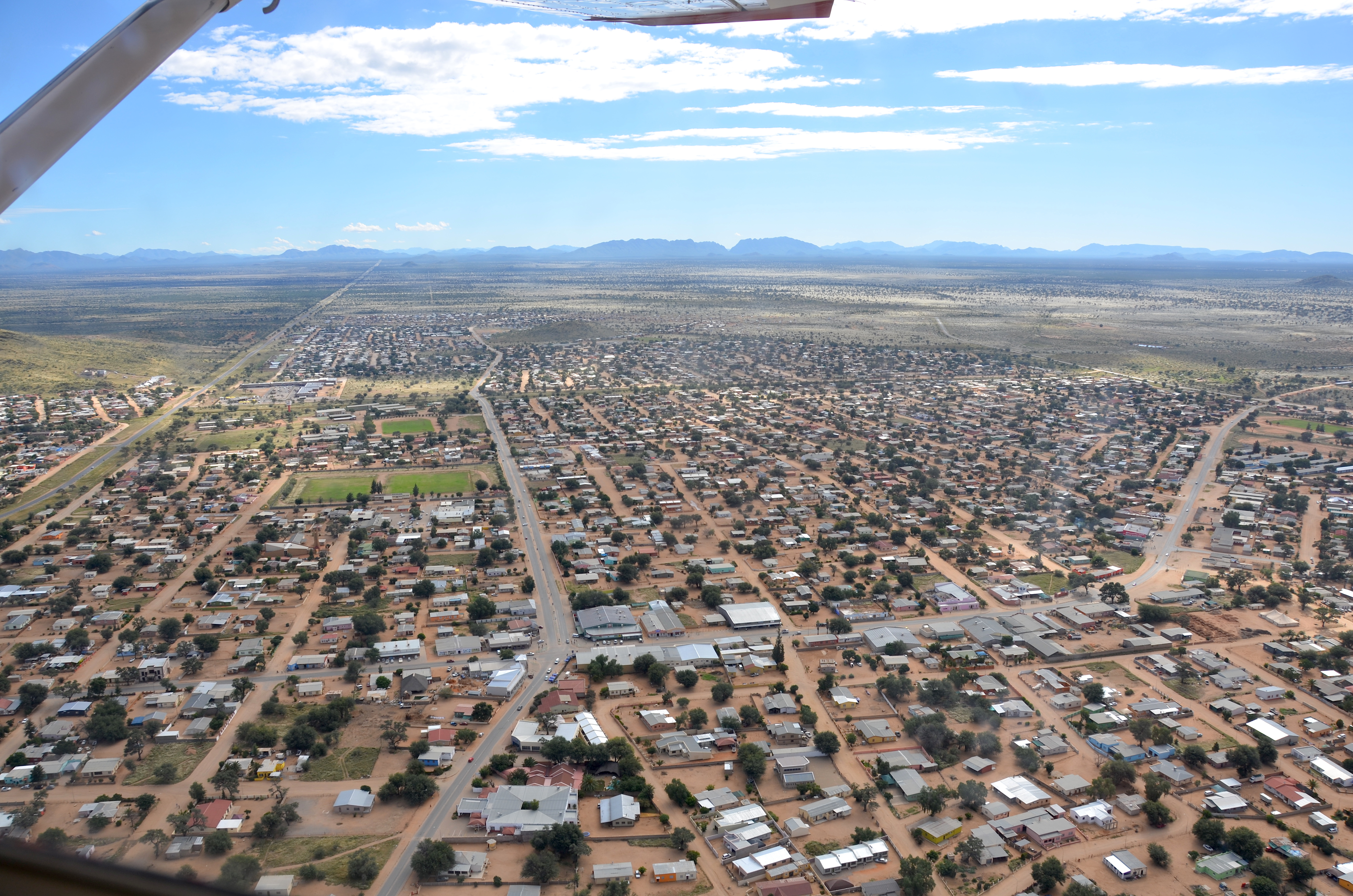
Rehoboth de la vue à vol d'oiseau (2017)

## Histoire
Les Basters ayant quitté la Colonie du Cap en 1868 lors du Grand Trek, ils arrivent dans le Sud-Ouest africain et fondent la République libre du Rehoboth en 1870.
Lors de la guerre contre les Héréros entre 1904 et 1908, ils servent de supplétifs à l'armée allemande et voient ainsi leur république être reconnue administrativement et juridiquement par le gouvernement du Sud-Ouest Africain.
Après différentes tentatives auprès de l'Afrique du Sud puis des Nations unies pour obtenir une reconnaissance territoriale du Rehoboth, il l'obtiennent en 1964 à la suite du rapport de la commission Odendaal sous le nom de Rehoboth Gebiet.
Le Rehoboth Gebiet gagne ensuite le statut de bantoustan sous le nom de Rehoboth ou Basterland avant d'accéder à l'autonomie le 2 juillet 1979.
Il réintégra la Namibie le 29 juillet 1989 dans la région de Hardap.

## Géographie

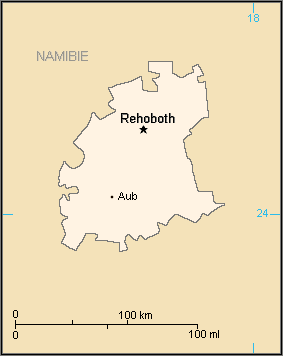
Carte du Rehoboth

Le Rehoboth était situé dans le centre de la Namibie, au Sud de la capitale Windhoek. Le territoire, semi désertique, était formé de collines et de montagnes.
La capitale était Rehoboth (12 400 habitants en 1981, 21 439 en 1991).

## Politique
Le Rehoboth Freedom Party ou RFP en anglais fut au pouvoir du Rehoboth pendant toute l'existence du bantoustan avec Johannes "Hans" Diergaardt (président du comité exécutif) à la tête de l'État.